# Tohru Fukuyama
Tohru Fukuyama (福山 透, Fukuyama Tōru, né le 9 août 1948) est un chimiste et professeur de chimie organique à l'université de Tokyo. Il a découvert le couplage de Fukuyama en 1998.

## Biographie
Fukuyama a étudié la chimie à l'université de Nagoya avec des diplômes de bachelor (1971) et master (1973). En tant qu'étudiant diplômé, il a ensuite travaillé à l'université Harvard, où il a reçu son doctorat en 1977 en tant qu'étudiant universitaire de Yoshito Kishi. Jusqu'en 1978, il poursuit sa recherche en tant que chercheur postdoctoral au département de chimie de l'université Harvard, puis s'installe à l'université Rice en tant que professeur adjoint, où il obtient en 1988 le titre de titulaire d'une chaire. En 1995, il a accepté un poste de professeur en sciences pharmaceutiques à l'université de Tokyo, au Japon. Depuis 2013, Fukuyama travaille comme professeur à l'université de Nagoya - plus précisément : professeur désigné de sciences pharmaceutiques.
Le but de la recherche de Tohru Fukuyama est la synthèse totale de produits naturels complexes. La synthèse d'indole de Fukuyama et la synthèse d'amine de Fukuyama sont des réactions nommées de la chimie organique, nommée d'après leur découvreur.

## Principales publications
- Practical Total Synthesis of (±)-Mitomycin C, T. Fukuyama et L.-H. Yang, J. Am. Chem. Soc., 111, 8303–8304 (1989).
- Facile Reduction of Ethyl Thiol Esters to Aldehydes: Application to a Total Synthesis of (+)-Neothramycin A Methyl Ether, T. Fukuyama, S.-C. Lin, et L.-P. Li, J. Am. Chem. Soc., 112, 7050–7051 (1990).
- Total Synthesis of (+)-Leinamycin, Y. Kanda et T. Fukuyama, J. Am. Chem. Soc., 115, 8451–8452 (1993).
- 2- and 4-Nitrobenzenesulfonamides: Exceptionally Versatile Means for Preparation of Secondary Amines and Protection of Amines, T. Fukuyama, C.-K. Jow, et M. Cheung, Tetrahedron Lett., 36, 6373–6374 (1995).
- “Radical Cyclization of 2-Alkenylthioanilides: A Novel Synthesis of 2,3-Disubstituted Indoles,” H. Tokuyama, T. Yamashita, M. T. Reding, Y. Kaburagi, et T. Fukuyama, J. Am. Chem. Soc., 121, 3791–3792 (1999).
- Stereocontrolled Total Synthesis of (+)-Vinblastine, S. Yokoshima, T. Ueda, S. Kobayashi, A. Sato, T. Kuboyama, H. Tokuyama, et T. Fukuyama, J. Am. Chem. Soc., 124, 2137–2139 (2002).
- Total Synthesis of (+)-Yatakemycin, K. Okano, H. Tokuyama, et T. Fukuyama, J. Am. Chem. Soc., 128, 7136–7137 (2006).
- A Practical Synthesis of (–)-Oseltamivir, N. Satoh, T. Akiba, S. Yokoshima, et T. Fukuyama, Angew. Chem. Int. Ed., 46, 5734–5736 (2007).
- A Practical Synthesis of (–)-Kainic Acid, S. Takita, S. Yokoshima, et T. Fukuyama, Org. Lett., 13, 2068–2070 (2011).
- Total Synthesis of Ecteinascidin 743, F. Kawagishi, T. Toma, T. Inui, S. Yokoshima, et T. Fukuyama, J. Am. Chem. Soc., 135, 13684–13687 (2013).

## Source de la traduction
- (en) Cet article est partiellement ou en totalité issu de l’article de Wikipédia en anglais intitulé « Tohru Fukuyama » (voir la liste des auteurs).